# Sicherer Herkunftsstaat
Sicherer Herkunftsstaat ist ein Begriff aus dem deutschen, österreichischen und dem schweizerischen Asylrecht sowie dem europäischen Sekundärrecht. Mit Ausnahme von Italien und Schweden nutzen alle Länder der Europäischen Union die Möglichkeit, Staaten als sichere Herkunftsstaaten einzustufen.

## Definition
Für die Bundesrepublik Deutschland wird der Begriff in Art. 16a Abs. 3 Grundgesetz definiert; für die Republik Österreich im österreichischen Asylgesetz, für die Schweiz in Art. 6a Abs. 2 Bst. a Asylgesetz (AsylG). Im europäischen Sekundärrecht ist er in Artikel 29 bis 31 der Richtlinie 2005/85/EG (Asylverfahrensrichtlinie) definiert.
Als sichere Herkunftsstaaten gelten – vereinfacht ausgedrückt – Staaten, in denen weder politische Verfolgung noch „unmenschliche oder erniedrigende Bestrafung und Behandlung stattfindet“ (Formulierung des deutschen Grundgesetzes). Bei Asylantragstellung wird eine Identitätsfeststellung vorgenommen, und der Asylantrag einer Person aus einem sicheren Herkunftsstaat wird in der Regel abgelehnt, wenn der Bewerber nicht besondere Umstände dafür geltend machen kann.

## Deutschland
Der Asylantrag eines Asylbewerbers aus einem sicheren Herkunftsstaat ist nach § 29a AsylG als „offensichtlich unbegründet“ abzulehnen, sofern er nicht Tatsachen oder Beweismittel angibt, welche die Annahme begründen, dass ihm abweichend von der allgemeinen Lage im Herkunftsstaat politische Verfolgung droht.
Welche Staaten zu sicheren Herkunftsstaaten gehören, ist in der Anlage II zum Asylgesetz aufgeführt (§ 29a AsylG). Das Gesetz unterliegt der Zustimmungspflicht durch den Bundesrat. Als sichere Herkunftsstaaten gelten derzeit:
- die Mitgliedstaaten der Europäischen Union sowie
- Albanien,
- Bosnien und Herzegowina,
- Georgien,
- Ghana,
- Kosovo,
- Nordmazedonien,
- Montenegro,
- Moldau,
- Senegal,
- Serbien.

Als sichere Drittstaaten gelten hingegen Norwegen und die Schweiz.

## Frankreich
Frankreich macht von der Einstufung als „sicheres Herkunftsland“ (pays d’origine sûr) seit dem 30. Juni 2005 Gebrauch, als zum ersten Mal eine Liste dieser Länder veröffentlicht wurde. Die Entscheidung über eine Einstufung trifft der Verwaltungsrat des Office français de protection des réfugiés et apatrides (Französisches Amt für Flüchtlinge und Staatenlose), der Conseil d’État kann diese Entscheidungen in letzter Instanz bestätigen oder verwerfen. Zuletzt wurde diese am 9. Oktober 2015 aktualisiert und umfasst seither folgende Länder:
- Albanien
- Armenien
- Benin
- Bosnien und Herzegowina
- Georgien
- Ghana
- Indien
- Kap Verde
- Kosovo
- Nordmazedonien
- Mauritius
- Moldau
- Mongolei
- Montenegro
- Senegal
- Serbien

In der Vergangenheit befanden sich auf der Liste außerdem zeitweise Bangladesch, Madagaskar, Mali, Niger, Tansania, die Türkei und die Ukraine. Kroatien wurde mit seinem EU-Beitritt 2013 von der Liste gestrichen. Besonders die Einstufung von Albanien sorgte in der Vergangenheit immer wieder zur Diskussionen und wurde mehrfach vom Conseil d’Etat verworfen.

## Österreich
In Österreich umfasst die Liste der sicheren Herkunftsstaaten aktuell 52 Länder:
- Die anderen 26 EU-Mitgliedstaaten,
- Albanien,
- Australien,
- Bosnien und Herzegowina,
- Island,
- Kanada,
- Kosovo,
- Liechtenstein,
- Nordmazedonien,
- Montenegro,
- Neuseeland,
- Norwegen,
- Schweiz,
- Serbien,
- Algerien (seit 2/2016),[8]
- Georgien (seit 2/2016),[8]
- Ghana (seit 2/2016),[8]
- Marokko (seit 2/2016),[8]
- Mongolei (seit 2/2016),[8]
- Tunesien (seit 2/2016),[8]
- Armenien (seit 2/2018),
- Benin (seit 2/2018),
- Senegal (seit 6/2018),
- Namibia (seit 5/2019),
- Südkorea (seit 5/2019),
- Uruguay (seit 5/2019).

## Schweiz
In der Schweiz gelten per Juli 2014 per Bundesratbeschluss folgende Staaten als „Safe Countries“:
- Die 27 Mitgliedstaaten der EU: Belgien, Bulgarien, Dänemark, Deutschland, Estland, Finnland, Frankreich, Griechenland, Irland, Italien, Kroatien, Lettland, Litauen, Luxemburg, Malta, Niederlande, Österreich, Polen, Portugal, Rumänien, Schweden, Slowakei, Slowenien, Spanien, Tschechien, Ungarn, Zypern (Republik)
- Albanien
- Benin
- Bosnien und Herzegowina
- Burkina Faso
- Ghana
- Indien
- Island
- Kosovo
- Liechtenstein
- Nordmazedonien
- Moldova (ohne Transnistrien)
- Mongolei
- Montenegro
- Norwegen
- Senegal
- Serbien
- Vereinigtes Königreich

## Italien
In Italien gelten per Oktober 2019 folgende Staaten als Sichere Herkunftsstaaten:
- Die 27 Mitgliedstaaten der EU: Belgien, Bulgarien, Dänemark, Deutschland, Estland, Finnland, Frankreich, Griechenland, Irland, Italien, Kroatien, Lettland, Litauen, Luxemburg, Malta, Niederlande, Österreich, Polen, Portugal, Rumänien, Schweden, Slowakei, Slowenien, Spanien, Tschechien, Ungarn, Zypern
- Albanien
- Algerien
- Benin
- Bosnien und Herzegowina
- Ghana
- Kap Verde
- Island
- Kosovo
- Liechtenstein
- Marokko
- Nordmazedonien
- Montenegro
- Norwegen
- Senegal
- Serbien
- Tunesien
- Ukraine[10]
- Vereinigtes Königreich

## Pläne für eine gemeinsame Liste der EU
In der Europäischen Union führen 13 Staaten eine Liste sicherer Herkunftsstaaten: Belgien, Bulgarien, Deutschland, Frankreich, Irland, Italien, Lettland, Luxemburg, Malta, Österreich, Slowakei, Tschechien und Vereinigtes Königreich (Stand: Oktober 2019). Im Oktober 2019 plant ebenso die Regierung von Griechenland eine solche Liste zu führen. Es besteht jedoch noch keinerlei Harmonisierung unter den Mitgliedsstaaten; es gibt aber Bemühungen, eine gemeinsame Liste zu definieren und sie schrittweise auszubauen.